# Isla del Danubio
Isla del Danubio  (en alemán: Donauinsel ) es una isla artificial larga y estrecha, creada en el río Danubio a su paso por Viena, en Austria, entre el nuevo cauce del río y un canal paralelo denominado Neue Donau ("Nuevo Danubio"). La isla tiene 21,1 km de longitud, pero solo entre 70 y 210 m de ancho.
La isla es una zona de recreo con bares, restaurantes y discotecas.  Tiene instalaciones para la práctica de deportes como patinaje, ciclismo, natación y para el piragüismo, y hay una playa apodada la "Copa Cagrana" como una alusión humorística a Copacabana, en Río de Janeiro, ya que Kagran es un barrio del centro de Viena. En los extremos norte y sur de la isla hay extensas playas nudistas.

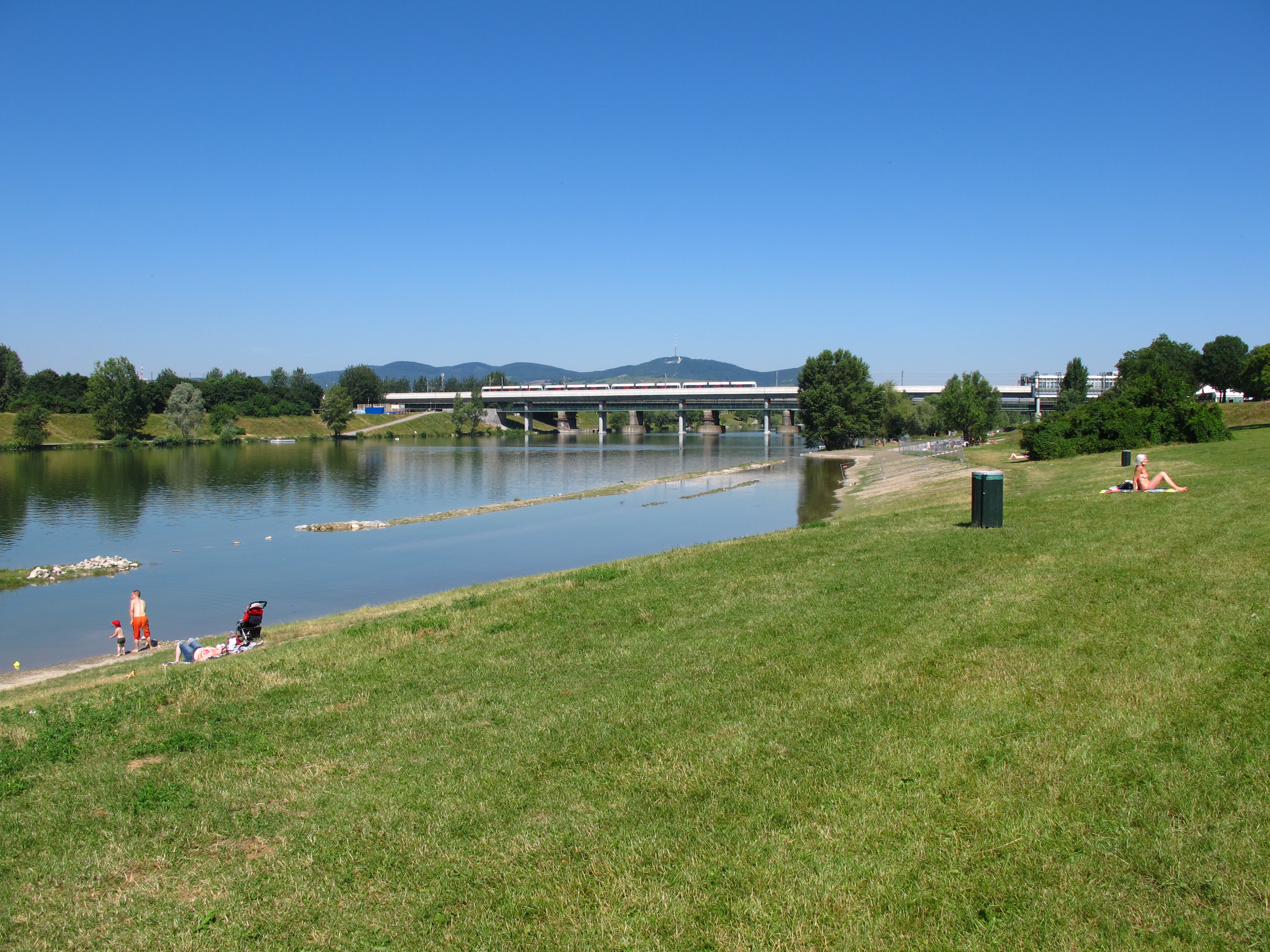
la isla en Verano